# Karomama I
Đối với những người có cùng tên gọi, xem Karomama.
Karomama I, còn được đánh thứ tự là Karomama B, là một vương hậu sống vào thời kỳ Vương triều thứ 22 trong lịch sử Ai Cập cổ đại.

## Gia đình vương tộc
Ngoài danh hiệu "Vương hậu Chánh cung của Pharaon", Karomama còn được gọi là công chúa, tức bà phải là con gái của một pharaon nào đó. Mặc dù không mang danh hiệu "Chị em gái của Vua", Karomama vẫn được nghĩ là một người chị em với chính chồng mình, pharaon Osorkon II, tức Karomama có thể là con của pharaon Takelot I.
Karomama I là người vợ được biết đến rõ nhất của pharaon Osorkon II. Bà là mẹ của ít nhất 3 người con gái; tên của những công chúa này được nhắc trên một tòa cung điện của Osorkon II ở Bubastis.
- Tashakheper, được gọi với danh hiệu là Con đầu lòng.
- Karomama C, có thể chính là Karomama Meritmut, một nữ tư tế của thần Amun.
- [Ta?]armer, tên bị mất một phần.

Ngoài 3 vị công chúa kể trên, Karomama I cũng có thể là mẹ của Shoshenq D, Đại tư tế của Ptah, con trai trưởng của Osorkon II, vì tên của bà và Osorkon II được nhắc trên một bức tượng của vị vương tử này. Hornakht, một Đại tư tế của Amun chết yểu khi mới khoảng 8-9 tuổi, cũng có thể là con của Karomama I.
Tại Thebes có một lăng mộ mà chủ nhân được xác định là một vương hậu tên Karomama (tên của vương hậu này đã mất một vài phần), có thể là thuộc sở hữu của Karomama I.

## Chứng thực
Là một chánh cung, Karomama I xuất hiện cùng với vua Osorkon II trên nhiều công trình được xây dựng dưới thời trị vì của ông ta. Nổi bật nhất trong số đó là một đại cung điện được xây bằng đá granit đỏ ở Bubastis, là nơi mà Osorkon tổ chức lễ hội Sed đánh dấu 30 năm trị vì của mình (nhưng thực tế lại tổ chức vào năm thứ 22). Karomama cùng với 3 người con gái xuất hiện nhiều lần trên các bức phù điêu chạm khắc trên tường.